# Donald Pierce
(Donald Pierce rivolto Wolverine nel film Logan: The Wolverine)
Donald Pierce è un personaggio dei fumetti creato da Chris Claremont e John Byrne nel 1980, pubblicato dalla Marvel Comics. Trattasi di un cyborg, membro del Club infernale con il titolo di Alfiere Bianco ed è comunemente un nemico degli X-Men. Appare per la prima volta in The Uncanny X-Men (Vol. 1) n. 132 dell'aprile 1980.
Il nome e l'aspetto del personaggio sono ispirati all'attore canadese Donald Sutherland.

## Biografia
Nato a Filadelfia in Pennsylvania, è l'amministratore delegato della Pierce-Consolidated Mining, ed è membro delle Cerchie Interne, i membri di alto profilo del Club infernale, ma in realtà mira a distruggere il club dall'interno, infatti Pierce prova un odio patologico per i mutanti. Combatterà gli X-Men con la complicità dei Reavers, criminali cyborg che lo stesso Pierce afferma di aver creato.
Prova attrazione per Lady Deathstrike la quale però non lo ricambia dato che trova disgustosa la sua arroganza. Per Pierce i mutanti più pericolosi sono gli X-Men e Sebastian Shaw. Dopo che verrà attaccato da delle Sentinelle riprogrammate da Trevor Fitzroy, metterà in piedi un gruppo anti-mutante, ma gli X-Men lo ostacoleranno e Wolverine lo sconfiggerà.
Rapirà Milo Thurman, il marito di Domino, allo scopo di trasferire la sua mente nel suo corpo, infatti la geniale mente di Thurman può prevedere gli eventi futuri, e Pierce vuole servirsene per conquistare il mondo. Ma Domino distrugge la base di Pierce quando lui stava per acquisire la mente di Thurman proprio lì.
Cercherà di eliminare il nuovo leader del Club infernale, Sunspot, ma farà nuovamente i conti con gli X-Men e Dust gli rovinerà il volto, tanto da dover ricorrere a un innesto di pelle. Viene preso come prigioniero dagli X-Men e ucciso da Ciclope.

## Poteri e abilità
Grazie al suo corpo robotico Donald Pierce possiede una forza, una resistenza e agilità di riflessi molto elevati, può anche generare elettricità e lanciare raggi elettrici. È un genio della robotica.

## Altre versioni

### L'era di Apocalisse
In L'era di Apocalisse lui e i Reavers sono dei superumani rafforzati con un virus tecno-organico. Verrà ucciso da Arma X (Wolverine).

### House of M
In House of M è un membro dell'Human Liberation Front, considerato un gruppo terrorista.

## Altri media

### Cinema
Donald Pierce, interpretato da Boyd Holbrook, appare nel film Logan: The Wolverine. Insieme al dottor Zander Rice è l'antagonista secondario del film, anche se è molto diverso dalla sua versione cartacea, infatti è un sadico e spietato cyborg mercenario, e il capo della sicurezza della Transigen, una potente compagnia bio-tecnologica. Darà la caccia a Logan, Charles Xavier e X-23, finendo poi ucciso dai bambini mutanti senza minima pietà.

### Televisione
Il personaggio appare nelle serie animate Insuperabili X-Men e Wolverine e gli X-Men.